# Ricardo Fischer
Ricardo Fischer (São Paulo,16 de maio de 1991) é um jogador de basquetebol. Atualmente joga pelo Corinthians. 
O jogador iniciou nas categorias de base do Círculo Militar e se profissionalizou no Hebraica. Após duas temporadas na Europa, Fischer retornou ao basquetebol brasileiro. 
Enquanto esteve na Suíça, Fischer foi convidado para fazer 10 dias de treinamento no Besiktas, da Turquia.  Também disputou um torneio na Itália pelo GMAC Bologna 
Em 2011, chegou ao São José para ser reserva do experiente Fúlvio. Por suas boas atuações acabou, aos poucos, conseguindo mais tempo de quadra.
No ano de 2012, foi premiado com o convite para acompanhar e participar dos treinamentos da Seleção Brasileira, que vai para as Olimpíadas de Londres, e após o NBB se transferiu para o Bauru, time em que seu irmão mais velho jogava.
Em 2014, foi convidado para representar o Brasil na Sul-Americana, porém foi cortado devido uma lesão na coxa durante os treinos
Na temporada 2016-17, o armador defenderá a camisa do Flamengo, atual campeão do NBB. Na temporada 2017-2018 foi para o basquete espanhol e retornou ao Brasil em junho de 2018 para reforçar o Corinthians, recém campeão da Liga Ouro de Basquete, liga de acesso para a NBB.
Em 2021, foi contratado pelo Brasília Basquete e irá defender a equipe da capital no NBB

## Estatísticas
| † | Denota temporadas em que equipe de Fischer ganhou um campeonato da NBB |
|   | Líder da liga                                                          |

### Temporada regular do NBB
| Ano      | Equipe   | PJ  | MPJ  | FG%  | 3P%  | LL%   | RT  | AS  | BR  | TO | PPJ  |
| -------- | -------- | --- | ---- | ---- | ---- | ----- | --- | --- | --- | -- | ---- |
| 2010–11  | São José | 11  | 10.6 | .491 | .364 | .938  | 1.4 | .7  | .2  | .0 | 5.2  |
| 2011–12  | São José | 27  | 13.8 | .539 | .393 | .886  | 1.1 | 1.9 | .5  | .0 | 6.2  |
| 2012–13  | Bauru    | 34  | 29.1 | .506 | .436 | .797  | 2.6 | 4.9 | 1.2 | .1 | 12.1 |
| 2013–14  | Bauru    | 29  | 31.4 | .551 | .439 | .856  | 2.6 | 5.1 | 1.1 | .0 | 13.9 |
| 2014–15  | Bauru    | 30  | 29.0 | .530 | .427 | .838  | 3.9 | 6.4 | 1.2 | .0 | 10.8 |
| Carreira |          | 131 | 22.8 | .528 | .425 | .844  | 2.3 | 3.7 | .9  | .0 | 10.4 |
| All-Star |          | 2   | 17.3 | .800 | .714 | 1.000 | 2.5 | 9.5 | 2.5 | .0 | 16.0 |

### Playoffs do NBB
| Ano      | Equipe   | PJ | MPJ  | FG%  | 3P%  | LL%  | RT  | AS  | BR  | TO | PPJ  |
| -------- | -------- | -- | ---- | ---- | ---- | ---- | --- | --- | --- | -- | ---- |
| 2012     | São José | 9  | 8.3  | .538 | .571 | .875 | .9  | .9  | .3  | .0 | 3.9  |
| 2013     | Bauru    | 4  | 31.2 | .388 | .294 | .800 | 4.5 | 3.5 | .8  | .0 | 8.3  |
| 2014     | Bauru    | 7  | 32.3 | .465 | .419 | .952 | 4.3 | 5.9 | 1.1 | .0 | 15.0 |
| 2015     | Bauru    | 12 | 34.2 | .530 | .442 | .886 | 3.5 | 6.2 | 1.0 | .0 | 12.7 |
| Carreira | Carreira | 32 | 26.5 | .490 | .418 | .892 | 3.3 | 4.1 | .8  | .0 | 10.9 |

## Títulos
Circulo Militar
- Campeão Paulista mirim
- Campeão Paulista infantil
- Vice Campeão Paulista pré mini
- Vice Campeão Paulista mini

Grêmio Barueri
- Campeão Paulista Juvenil
- Campeão dos Jogos Regionais
- Vice Campeão dos Jogos Abertos

Club Sion-Herens
- Campeão Suíço (Martigny Rhone Basket): 2008/2009

GMAC Bologna
- Vice Campeão do Junior International Tournament “Città di LIssone"

São José
- Campeão dos Jogos Regionais: 2011
- Campeão dos Jogos Abertos do Interior: 2011
- Vice-campeão do Novo Basquete Brasil: 2011/12

Bauru
- FIBA Liga das Américas: 1 título (2015)
- Liga Sul-Americana: 1 título (2014)
- Liga de Desenvolvimento de Basquete: 1 título (2012)
- Campeonato Paulista: 2 títulos (2013 e 2014)
- Campeão dos Jogos Abertos do Interior: 1 título (2014)

Flamengo
- Campeonato Carioca: 1 título (2016)

## Curiosidades
Ricardo Fischer é irmão do ex-jogador de basquetebol Fernando Fischer, que atualmente trabalha como Coordenador do NBB na Liga Nacional de Basquete .Os dois jogaram três meses juntos no Club Sion-Herens no final de 2007 e jogaram juntos novamente de 2012 até 2014 no Bauru.